# Andris Vosekalns
Andris Vosekalns (Alūksne, 26 de juny de 1992) és un ciclista letó. Professional des del 2011, actualmemnt milita a l'equip Rietumu Banka-Riga. L'any 2014 va guanyar el Campionat de Letònia de ciclisme en ruta masculí.

## Palmarès
- 2010
  - 2n al Tour de la regió de Łódź
- 2011
  - 1r al Gran Premi Riga
  - 2n al Campionat de Letònia de contrarellotge sub-23
- 2012
  - 2n al Campionat de Letònia de contrarellotge sub-23
- 2014
  -  Campió de Letònia en ruta
  - 2n al Campionat de Letònia de contrarellotge sub-23
- 2020
  -  Campió de Letònia en contrarellotge